# Vittorio Foa
Vittorio Foa (né le 18 septembre 1910 à Turin, au Piémont et mort le 20 octobre 2008 à Formia, dans la province de Latina, dans le Latium) est un journaliste, syndicaliste, historien, essayiste, et homme politique socialiste italien.

## Biographie
Fils d'une famille juive laïque, Vittorio Foa étudie au lycée classique Massimo d'Azeglio de Turin, puis obtient une licence en droit.
Vittorio Foa rejoint la résistance anti-fasciste en 1933 (Giustizia e Libertà). Arrêté en 1935 par l'OVRA, il est condamné à 15 ans de prison. Libéré en août 1943, il rejoint le Parti d'action et le Comité de libération nationale.
Vittorio Foa est élu en 1946 à l'Assemblée constituante, puis adhère en 1947 au Parti socialiste italien qu'il représentera à la Chambre des députés de 1953 à 1968. Il est également militant de la Confédération générale italienne du travail. Il défend la théorie de l'autonomie politique des travailleurs. Il en démissionne en 1970.
En 1964, il est avec Lelio Basso l'un des fondateurs du Parti socialiste italien d'unité prolétarienne (Partito Socialista Italiano di Unità Proletaria, PSIUP) puis du Parti d'unité prolétarienne (PdUP). Il est ensuite membre du Parti d'unité prolétarienne pour le communisme, né de la fusion du PduP avec le groupe de Il Manifesto, et dont il contribue à animer l'aile gauche. Avec une partie des militants, il quitte en 1978 le Parti d'unité prolétarienne pour le communisme et rejoint Démocratie prolétarienne, dont il demeure membre jusqu'en 1987.
En 1987, il devient sénateur après avoir été candidat sur les listes du Parti communiste italien, bien que n'ayant jamais été membre de ce parti : lui-même précisait ne jamais avoir adhéré à la lecture marxiste de la réalité dans son ensemble, et n'avoir cohabité avec le PCI que dans le contexte de la « construction démocratique » italienne. La même année, il commence une correspondance avec Miriam Mafai et Alfredo Reichlin sur l'avenir de la gauche. Les trois participants en tireront une pièce de théâtre, Il silenzio dei comunisti, en 2002. Traduit en français, Le Silence des communistes a été représenté au festival d'Avignon en juillet 2007 dans une mise en scène de Jean-Pierre Vincent.